# Rowman & Littlefield
Rowman & Littlefield Publishing Group — американська незалежна академічна видавнича компанія, заснована у 1949 році. Під кількома видавничими марками компанія пропонує наукові книги для академічного ринку, а також книги для торгівлі. Компанія також володіє книгорозповсюджувальною компанією National Book Network зі штаб-квартирою в Ланемі, штат Мериленд.

## Історія
Нинішня компанія сформувалася, коли Університетська преса Америки придбала Rowman & Littlefield у 1988 році та взяла назву Rowman & Littlefield для материнської компанії.
З 2013 року існує також дочірня компанія в Лондоні під назвою Rowman & Littlefield International. Видавництво є редакційно-незалежним і публікує лише академічні книжки з філософії, політики та міжнародних відносин і культурології.
Компанія є спонсором премії Rowman & Littlefield Award in Innovative Teaching, єдиної національної премії в галузі політології, яку присуджують у США. Її щорічно присуджує Американська асоціація політичних наук людям, чиї інновації сприяли розвитку педагогіки політології.